# Episodi di African Patrol
La prima e unica stagione della serie televisiva African Patrol è andata in onda nel Regno Unito dal 5 aprile 1958 al 22 marzo 1959 sulla Associated British Corporation.
| nº | Titolo originale          | Prima TV UK       |
| -- | ------------------------- | ----------------- |
| 1  | The Baboon Laughed        | 5 aprile 1958     |
| 2  | The Hunt                  | 19 aprile 1958    |
| 3  | Bodango Gold              | 26 aprile 1958    |
| 4  | Lost                      | 3 maggio 1958     |
| 5  | The Accident              | 10 maggio 1958    |
| 6  | The Duel                  | 17 maggio 1958    |
| 7  | Murder Is Spelled L.OV.E. | 24 maggio 1958    |
| 8  | The Bad Samaritan         | 31 maggio 1958    |
| 9  | Hooded Death              | 8 giugno 1958     |
| 10 | Shooting Star             | 15 giugno 1958    |
| 11 | No Science                | 22 giugno 1958    |
| 12 | Heart of Gold             | 29 giugno 1958    |
| 13 | Counterfeit               | 6 luglio 1958     |
| 14 | Mombassa                  | 13 luglio 1958    |
| 15 | Tycoon                    | 20 luglio 1958    |
| 16 | Hashish                   | 27 luglio 1958    |
| 17 | King of Aesculapius       | 10 agosto 1958    |
| 18 | Killer from the Forest    | 17 agosto 1958    |
| 19 | Breakout                  | 24 agosto 1958    |
| 20 | The Girl                  | 31 agosto 1958    |
| 21 | Missing Doctor            | 7 settembre 1958  |
| 22 | Dead Shot                 | 14 settembre 1958 |
| 23 | The Abduction             | 21 settembre 1958 |
| 24 | The Silver Story          | 28 settembre 1958 |
| 25 | Black Ivory               | 5 ottobre 1958    |
| 26 | The Robbery               | 12 ottobre 1958   |
| 27 | No Place to Hide          | 26 ottobre 1958   |
| 28 | The Mortimer Touch        | 2 novembre 1958   |
| 29 | Shadowed Light            | 16 novembre 1958  |
| 30 | Ghost Country             | 30 novembre 1958  |
| 31 | The Sickness              | 14 dicembre 1958  |
| 32 | Snake in the Grass        | 28 dicembre 1958  |
| 33 | The Speculator            | 11 gennaio 1959   |
| 34 | Hell Hath No Fury         | 25 gennaio 1959   |
| 35 | The Trek                  | 8 febbraio 1959   |
| 36 | Knave of Diamonds         | 22 febbraio 1959  |
| 37 | A Witness to Murder       | 8 marzo 1959      |
| 38 | The Deadly 20 Minutes     | 22 marzo 1959     |
| 39 | Man and Beast             | 22 marzo 1959     |

## The Baboon Laughed
- Prima televisiva: 5 aprile 1958

### Trama
Helen e Robert Gibson con il loro segretario Raymond sono in safari, ma Robert sospetta una relazione con Helen. Quando Raymond muore travolto dagli elefanti, e il tenente Paul Derek vuole capire se si tratta di un omicidio.

## The Hunt
- Prima televisiva: 19 aprile 1958

### Trama
Derek indaga sull'omicidio di un uomo che ha descritto l'assassino prima di morire, e trova indizi sul presunto traffico di droga di Nairobi e tenta di arrestare i leader.

## Bodango Gold
- Prima televisiva: 26 aprile 1958

### Trama
- Guest star:

## Lost
- Prima televisiva: 3 maggio 1958

### Trama
- Guest star: Dervis Ward (Morgan), Alan Tarlton (Alan Tarleton), Richard Herbine (Cobner), Peter Hobbes (Stingo), Sue Kaplan (ballerino/a), Charles Ollington (Tom), David Oxley (Les), Monica Stevenson (Ann Storm), Bunny Sykes (impiegato dell'hotel), Sheila Wingfield (donna)

## The Accident
- Prima televisiva: 10 maggio 1958

### Trama
- Guest star: Patricia Plunkett (Maria), David Gregg (Commissioner), Robert Arden (Bruno), Glynn Davies (Greer), Leonard Sachs (Gino Morell)

## The Duel
- Prima televisiva: 17 maggio 1958

### Trama
- Guest star:

## Murder Is Spelled L.OV.E.
- Prima televisiva: 24 maggio 1958

### Trama
- Guest star:

## The Bad Samaritan
- Prima televisiva: 31 maggio 1958

### Trama
- Guest star: Ronald Adams, Diane Lambert, Michael Partridge

## Hooded Death
- Prima televisiva: 8 giugno 1958

### Trama
- Guest star:

## Shooting Star
- Prima televisiva: 15 giugno 1958

### Trama
- Guest star: Monica Stevenson (Susan Barry), David Oxley (Ray Gilbert), Bruno Barnabe (Frank Vincent), Glynn Davies (Collins), Dervis Ward (Victor Bennett)

## No Science
- Prima televisiva: 22 giugno 1958

### Trama
- Guest star: Frank Price (scienziato), Derek Nuttall (George), John Desmond (Orderly), Gerard Glendenning (Lew Bond), Benny Goodman (Sparkey), Barry Keegan (Ed Stoner), Claire Le Fontaine (Brenda), Colin Mellalieu (McGill), Marion Waller (Mary)

## Heart of Gold
- Prima televisiva: 29 giugno 1958

### Trama
- Guest star:

## Counterfeit
- Prima televisiva: 6 luglio 1958

### Trama
- Guest star: Patricia English

## Mombassa
- Prima televisiva: 13 luglio 1958

### Trama
- Guest star: Brian Epson, Delphi Lawrence

## Tycoon
- Prima televisiva: 20 luglio 1958

### Trama
- Guest star:

## Hashish
- Prima televisiva: 27 luglio 1958

### Trama
- Guest star: Patricia English

## King of Aesculapius
- Prima televisiva: 10 agosto 1958

### Trama
- Guest star:

## Killer from the Forest
- Prima televisiva: 17 agosto 1958

### Trama
- Guest star:

## Breakout
- Prima televisiva: 24 agosto 1958

### Trama
- Guest star:

## The Girl
- Prima televisiva: 31 agosto 1958

### Trama
- Guest star: Jean Anderson, Kevin Miles

## Missing Doctor
- Prima televisiva: 7 settembre 1958

### Trama
- Guest star:

## Dead Shot
- Prima televisiva: 14 settembre 1958

### Trama
- Guest star:

## The Abduction
- Prima televisiva: 21 settembre 1958

### Trama
- Guest star:

## The Silver Story
- Prima televisiva: 28 settembre 1958

### Trama
- Guest star: Peter Hobbes, Michael Partridge

## Black Ivory
- Prima televisiva: 5 ottobre 1958

### Trama
- Guest star: Alan Tarlton

## The Robbery
- Prima televisiva: 12 ottobre 1958

### Trama
- Guest star: Alan Tarlton (Alan Tarleton), Aurea Ribeiro (Rode), Bruno Barnabe (Slade), Roger Bentley (David), Arnold Diamond (Tasker), Patricia English (Laurie), Peter Hobbes (dottor Bruce Craig), Ron McDonald (ispettore), Bill Norbury (Jack), Ted Whitworth (operatore radio)

## No Place to Hide
- Prima televisiva: 26 ottobre 1958

### Trama
- Guest star: Ian Youngs (poliziotto), John Stewart (poliziotto), Zena Marshall (Stella Stevens), Kevin Miles (Jim Stevens), Raymond Young (Philip Glynos), Bill Robson (Robert), Jasper Maskelyne (Carl), James Master (dottor Roger Thornhill), Rodney Chilton (Martin Dillingham), Frank Price (scienziato), Tony Blane (sergente)

## The Mortimer Touch
- Prima televisiva: 2 novembre 1958

### Trama
- Guest star: Deidre Mayne, Ferdy Mayne (John), Laurence Payne, Martin Wyldeck

## Shadowed Light
- Prima televisiva: 16 novembre 1958

### Trama
- Guest star:

## Ghost Country
- Prima televisiva: 30 novembre 1958

### Trama
- Guest star: Peter Dyneley

## The Sickness
- Prima televisiva: 14 dicembre 1958

### Trama
- Guest star: Samuel Lewis (ragazzo), Honor Blackman (Pat Murray), Ronald Adam (John Haley), Hannington Wamala (capo)

## Snake in the Grass
- Prima televisiva: 28 dicembre 1958

### Trama
- Guest star: Toney Watkins (Bruno), Brian Epson (dottore Barclay), Hannington Wamala (Kani)

## The Speculator
- Prima televisiva: 11 gennaio 1959

### Trama
- Guest star:

## Hell Hath No Fury
- Prima televisiva: 25 gennaio 1959

### Trama
- Guest star: Gene Anderson (Dell Collins), Kenneth Edwards (Kendall Collins), Raymond Young (Tom Cummings)

## The Trek
- Prima televisiva: 8 febbraio 1959

### Trama
- Guest star:

## Knave of Diamonds
- Prima televisiva: 22 febbraio 1959

### Trama
- Guest star:

## A Witness to Murder
- Prima televisiva: 8 marzo 1959

### Trama
- Guest star: Honor Blackman (Isobel Thorne), Colin Croft (Harry Gage), Eric Pohlmann (Simon Bleeker)

## The Deadly 20 Minutes
- Prima televisiva: 22 marzo 1959

### Trama
- Guest star:

## Man and Beast
- Prima televisiva: 22 marzo 1959

### Trama
- Guest star: Dorinda Stevens (Lila), Ed Johnson (capitano), Desmond Carrington (Greenway), Peter Dyneley (Landray), Richard Evans (Dumb-Dumb), Alan Tarlton (MacLeary)